# Porte (náutica)
No âmbito náutico, o porte (DWT ou dwt) é soma de todos os pesos variáveis que um navio é capaz de embarcar em segurança. É constituído pelo somatório dos pesos do combustível, água, mantimentos, consumíveis, tripulantes, passageiros, bagagens e carga embarcados.
O porte é normalmente expresso em toneladas, frequentemente referidas como "toneladas de peso morto", "deadweight tonnage" (DWT) em inglês.
Quando se menciona simplemente o "porte" de um navio, subentende-se como estando a referir-se ao "porte bruto". Para além deste, existe o porte útil, que inclui apenas o porte que é pago, ou seja apenas o peso dos passageiros e da carga.

## Porte bruto
O porte bruto - também designado "expoente de carga", "peso morto" ou simplesmente "porte" (em inglês: "gross deadweight" ou simplesmente "deadweight") - resulta da diferença entre o deslocamento máximo e o deslocamento mínimo de um navio. Exprime, portanto o peso do líquido deslocado na passagem da condição de navio leve à condição de plena carga.
O porte bruto representa a totalidade do peso variável que um navio é capaz de embarcar, que inclui portanto o porte útil (pesos da carga e dos passageiros) mais o somatório dos pesos do combustível, da água potável, da água das caldeiras, das água sanitárias, dos alimentos, dos consumíveis, da tripulação e dos restantes materiais que seja necessário embarcar para a operação do navio.

## Porte útil
O porte útil - também referido como "carga paga" ou "peso morto líquido" (em inglês: "cargo deadweight" ou "net deadweight") - é o peso total pago que um navio pode transportar. Inclui a carga, os passageiros e as respetivas bagagens.
Ao contrário do porte bruto, o porte líquido não constitui um valor fixo para cada navio. Varia conforme a necessidade de elementos não considerados no porte útil que o navio vai precisar para realizar uma determinada viagem. Assim, numa viagem pequena, as necessidades em termos de combustível, água, mantimentos e consumíveis serão menores que numa viagem longa, o que irá permitir, ao navio, transportar um maior peso de carga paga ou seja um maior porte útil. 
Antes de uma determinada viagem, faz-se a estimativa das necessidades do navio em termos daqueles elementos e dos seus pesos. Em seguida deduz-se o somatório dos seus pesos ao porte bruto do navio e obtêm-se assim o porte útil ou seja a disponibilidade em termos de peso que pode ser utilizada para o transporte de carga paga.